# Eancé
Eancé település Franciaországban, Ille-et-Vilaine megyében. Lakosainak száma 430 fő (2022. január 1.). Eancé Chelun, Forges-la-Forêt, Martigné-Ferchaud, La Rouaudière, Senonnes és Ombrée d’Anjou községekkel határos.

## Népesség
A település népességének változása:
| Lakosok száma | 568  | 387  | 336  | 349  | 397  | 405  | 403  | 420  | 428  | 430  |
|               | 1968 | 1982 | 1990 | 2006 | 2013 | 2015 | 2017 | 2019 | 2020 | 2022 |